# Gran Belfast
Gran Belfast (irlandés: Mórcheantar Bhéal) es un área que circunda e incluye Belfast, en Irlanda del Norte. Generalmente esta área incluye North Down, Lisburn, Castlereagh y partes de South Antrim incluyendo Newtownabbey y Whiteabbey. Gran Belfast es el área urbana más grande de Irlanda del Norte y la segunda más grande de Irlanda (después de Dublín). 
En 2001, el área urbana de Belfast tenía una población de 579.276 habitantes, que conformaban la tercera parte de la población de Irlanda del Norte, aproximadamente. Esta zona que es la más densamente poblada de Irlanda del Norte tiene dos de las ciudades más grandes de la provincia: Belfast y Lisburn y contiene cinco gobiernos distritales. En 2005 fue publicado el Belfast Metropolitan Area Plan.